# Élaboration
En psychanalyse l'élaboration psychique (allemand psychische Verarbeitung) désigne le processus de symbolisation, de travail psychique associatif, qui permet de maîtriser les excitations et qui se fait dans une cure psychanalytique.

## Élaboration comme liaison de l'énergie
L'appareil psychique fait face à différentes excitations, potentiellement nocives pour le développement. Il y a un travail psychique spontané, un mode de fonctionnement de l'esprit, qui cherche à lier l'excitation, à la travailler via l'association de représentations entre elles. Ce travail d'élaboration est ce qui permet au sujet d'intégrer son expérience, de s'approprier des pans de son histoire subjective et de se représenter l'impact de ses expériences sur sa psyché. Cette élaboration est l'un des objectifs du travail analytique. Ce travail est étroitement lié au concept du Transfert (psychanalyse), car le transfert permet de réactualiser et de transformer ce qui n'a pas été élaboré initialement.
On retrouve une idée similaire dans la théorisation de la compulsion de répétition comme allant au-delà du principe de plaisir. En effet, à l'époque, Freud conceptualise la compulsion de répétition à partir de ses observations auprès des traumatisés de guerre. Dans la clinique contemporaine du traumatisme, la répétition observée du traumatisme (via les rêves ou les flashbacks par exemple) est interprétée comme étant une tentative de liaison, d'élaboration, d'un événement qui n'a pas pu être élaboré, car il a fait effraction dans le psychisme. Ces hypothèses concernant le traumatisme peuvent aujourd'hui être mises en lien avec les mécanismes observés à travers les protocoles d'Intégration neuro-émotionnelle par les mouvements oculaires : la stimulation du système de traitement par une stimulation bilatérale permet la facilitation des liens avec les réseaux de mémoire adaptatifs, s'intégrant dans des réseaux plus vastes, et contribuant à une réduction des symptômes de Trouble de stress post-traumatique,.

## Élaboration secondaire du rêve
L'élaboration désigne ici un travail du rêve. Après déplacement de l'affect entre les représentations du rêve et condensation des éléments, le rêve sera remanié par ce que Freud appelle la prise en considération de la figurabilité, ou encore élaboration secondaire.
L'élaboration secondaire du rêve consiste à le scénariser, le transformer en un récit cohérent.

## Élaboration comme formatrice dusymptôme
L'élaboration fut d'abord définie par Charcot comme créatrice du symptôme hystérique. À la suite d'un traumatisme, l'événement est revécu, pensé et repensé, travaillé, symbolisé, jusqu'à ce qu'un symptôme, formation de compromis, survienne en tant que satisfaction pulsionnelle.
Il s'agit là du modèle de l'après-coup : le traumatisme intervient mais le symptôme ne se dégage que plus tard. Ce modèle sera travaillé comme modèle même de la névrose. Selon ce schéma, l'enfant vit sa sexualité infantile et le traumatisme ne crée pas de névrose ; vient ensuite la période de latence ; puis à la puberté survient le symptôme névrotique, conséquence d'un traumatisme infantile.
Selon McDougall, ces deux conceptions de l'élaboration paraissant opposées se complètent, l'élaboration comme formation de symptôme représentant un premier travail psychique, une solution hâtive.